# Раджабов, Хамроз
Хамроз Раджабов (род. 9 июня 1995) — таджикский самбист, чемпион Азии по самбо 2016 и 2021 годов, бронзовый призёр чемпионата мира по самбо 2016 года. Выступал в второй полусредней весовой категории (до 74 кг).
В 2016 году в Ашхабаде стал чемпионом Азии. В том же году стал третьим на чемпионате мира в Софии. В 2021 году в Ташкенте второй раз завоевал титул чемпиона Азии. Принимал участие в чемпионате мира 2021 года в Ташкенте, где занял пятое место. Проживал в городе Худжанд.